# 崔士和
崔士和（？—526年），清河郡东武城县（今河北省衡水市故城县）人，出自清河崔氏定著六房之一的清河青州房，北魏官员。

## 生平
崔士和和两个兄弟崔士安、崔士泰都是精明干练善于任事，历任司空主簿、通直郎。熙平元年（516年），崔士和跟随父亲崔亮征讨硖石，以军功出任冠军将军、中散大夫、西道行台元修义左丞，代理泾州刺史。萧宝夤在关中时，严格选拔僚属，任命崔士和为督府长史。孝昌二年（526年）九月，莫折念生派遣使者诈降，萧宝夤表荐崔士和兼任度支尚书，为陇右行台，命令崔士和进入秦州招抚安慰莫折念生，莫折念生捉住崔士和送给胡琛，在路上将崔士和杀害。

## 家族

### 父母
- 崔亮，北魏散骑常侍、镇北将军、左光禄大夫、尚书仆射
- 刘氏

### 兄弟
- 崔士安，北魏谏议大夫
- 崔士泰，北魏龙骧将军、征蛮别将、乐陵文肃男

### 子女
- 崔乾亨，东魏尚书都兵郎中，过继给崔士安
- 崔頠，第二子，东魏开府参军事